# Хубэй Чуфэн Хэли
«Хубэй Чуфэн Хэли» или «Ухань Чуфэн Хэли» (кит. 湖北楚风合力足球俱乐部) — китайский футбольный клуб из провинции Хубэй, город Ухань, участник Любительской лиги Китая по футболу. Создан 8 июля 2016 года на базе распущенной в 2016 году из-за скандала команды «Ухань Хунсин».

## История клуба
Футбольный клуб «Хубэй Чуфэн Хэли» был создан после объединения клуба «Ухань Нью Эра» с оставшимися без клуба после его расформирования игроками «Ухань Хунсин». Тренером нового клуба стал известный в Ухане специалист Ян Дунцян, который в 1996 году играл за команду провинции Хубэй. Клуб принял участие в розыгрыше Китайской Любительской лиги сезона 2016 года, а также выиграл Городскую Суперлигу Уханя 2016 года и первое место на Северо-Востоке в финальное группе В. «Хубэй Чуфэн Хэли» занял третье место в национальном финале и получил возможность выступить во второй лиге в сезоне 2017 года. Однако, команда отказалась менять статус любительской на профессиональный и осталась в Любительской лиге.